# Сирия и вторжение России на Украину
После начала вторжения России на Украину в 2022 году рядом гуманитарных организаций, международных СМИ и официальных представителей государств были сделаны заявления как о опосредованном, так и непосредственном участии Сирии в данном конфликте на стороне России.

## Взаимодействие Сирии с Россией и Украиной в преддверии вторжения
Россия участвует в гражданской войне в Сирии на стороне режима Башара Асада с сентября 2015 года. Она, наряду с Ираном, помогла правительству Асада сохранить власть в стране. За это время Москва трижды объявляла об окончании операции в Сирии и выводе контингента, однако продолжала участие в боевых действиях. В свою очередь асадовская Сирия 29 июня 2022 года признала независимость ДНР и ЛНР, после чего между Украиной и САР были официально разорваны дипломатические отношения. Также в отношении Сирии Украиной было введено торговое эмбарго, а позже и персональные санкции против 300 физических и 141 юридического лица, среди которых президент, премьер-министр и глава МИД Сирии.

## Участие сирийских подразделений во вторжении
В первые дни российского вторжения на Украину в российских государственных СМИ начали появляться сообщения о сирийских добровольцах — телеканал Министерства обороны РФ «Звезда» в своём сюжете заявил, что более 16 тысяч сирийских военных записались в добровольческий отряд вооружённых сил РФ для отправки на Украину. Российские СМИ утверждали, что сирийцы чувствуют себя в долгу перед Россией, которая помогла им в гражданской войне, и готовы таким образом отплатить этот долг. В то же время, согласно данным расследования Арабской службы Би-би-си, 80 % сирийских бойцов были готовы воевать «буквально ради куска хлеба» — по оценкам разных международных организаций, после 11 лет гражданской войны более 60 % населения Сирии — порядка 12 млн человек — столкнулись с голодом. Различные источники оценивали плату обещанную сирийским бойцам суммами в 600 долларов США, 1200 евро либо около 3000 долларов США, в зависимости от конкретных навыков и опыта каждого человека.
По данным Сирийского центра мониторинга за соблюдением прав человека (SOHR) 260 офицеров 25-й дивизии специального назначения, бригады Аль-Кудс, батальонов БААС и 5-го добровольческого штурмового корпуса Сирийских арабских вооружённых сил, находящихся в подчинении правительства Асада, в середине марта 2022 года участвовали в разведывательном туре на восток Украины. После их возвращения активизировались курсы военной подготовки для сирийцев, которые решили стать наёмниками в обмен на финансовые стимулы. По данным украинского правительства и SOHR на конец марта 2022 года, в разных городах Сирии, включая Дамаск, Ракку и Алеппо, по инициативе России уже некоторое время действовали 14 центров по набору бойцов. По данным SOHR на 1 апреля группы сирийских наёмников прошли интенсивные курсы военной подготовки под наблюдением десятков российских офицеров, офицеров режима Ассада и проправительственных командиров и были готовы к отправке на восточную Украину с целью участия в войне на российской стороне, однако SOHR и Арабская служба Би-би-си не смогли подтвердить информацию о их переброске. В то же время The New York Times, ссылаясь на свои источники, заявила о прибытии в Россию не менее 300 сирийцев для отправки на войну с Украиной. По данным издания они являлись солдатами одного из подразделений сирийской армии, сотрудничавшего с российскими военнослужащими во время войны в Сирии, и прошли проверку сирийскими и российскими спецслужбами и приступили к подготовке перед отправкой на Украину. В свою очередь Middle East Eye, ссылаясь на представителя сирийского правительства, около 1000 сирийских боевиков были отправлены в Россию для обучения, но только половина из них отправилась на Украину. Согласно данным украинской разведки, SOHR и Института изучения войны (ISW), центром усилий России по передислокации сирийцев стала российская авиабаза в Хмеймиме.
В начале апреля уже глава Минобороны РФ Сергей Шойгу докладывал президенту РФ Владимиру Путину о поступивших заявках от 16 тысяч сирийских добровольцев готовых воевать в Украине на стороне России. В то же время, по данным SOHR на 27 июля, численность завербованных сирийских «наёмников» составляла 2000 бойцов, они находились в России и не принимали участия в боевых действиях — самым большим препятствием для их участия в первых рядах боевых действий стало незнание русского языка. В свою очередь официальные лица США и источники «Голоса Америки» среди местных активистов уже к концу апреля отмечали присоединение незначительного количества сирийских наёмников к российской армии на украинском фронте, а внештатный советник Офиса Президента Украины Алексей Арестович, в одном из своих интервью в начале июня рассказал про атаку на российскую базу в Чкалово, во время которой погибло не менее 200 российских военнослужащих, включая арабов, предположительно из Сирии — по его словам это был первый подтверждённый случай участия арабов в боевых действиях на стороне России. Middle East Eye, со ссылкой на представителя сирийского правительства, сообщал, что основной задачей сирийских боевиков являлось обеспечение безопасности и защиты районов, находящихся в ведении ЧВК «Вагнер» и других военных подрядчиков в Луганске и Донецке, но они могли быть вызваны на фронт для боевых действий, если возникла бы чрезвычайная ситуация или острая необходимость. По информации других источников Middle East Eye эти силы могли служить под началом российского военного подрядчика «Щит» и ДШРГ «Русич», также ими отмечались проблемы координации и языкового барьера в привязке к данной группе. 15 сентября источники SOHR подтвердили, что некоторые сирийские «наёмники» уже находились на востоке Украины — их задача заключалась в защите своих позиций. 21 сентября источники SOHR сообщили, что сотни бойцов 25-й дивизии специального назначения, начали участвовать в боевых действиях в удерживаемых Россией районах на востоке Украины — бойцы данного подразделения говорят по-русски после прохождения военных курсов в России в 2021 году. 4 октября SOHR сообщил о гибели 5 бойцов 25-й дивизии в боях на северо-западе Херсонской области. В ноябре 2022 года официальный представитель сирийского правительства в комментарии Middle East Eye заявил, что число погибших сирийцев намного выше, чем сообщалось: на тот момент в результате украинских бомбардировок погибло не менее 50 человек. Касательно роли сирийцев в российской армии он отмечал: «Сирийцы не участвуют в реальных боевых действиях, они в основном выполняют функции тылового обеспечения вблизи линии фронта. Однако есть небольшая их часть, которая работает в составе артиллерии».
В феврале 2024 года Главное управление разведки Министерства обороны Украины опубликовало заявление, согласно которому российские солдаты и сирийцы-наёмники проходили обучение на операторов БпЛА Shahed 136 и Ababil-3, а также дистанционно управляемого самолёта Raad, на территории сирийского аэродрома Эш-Шайрат. По его данным подготовкой операторов занимались специалисты из «Хезболлы» и Корпуса стражей исламской революции, а руководил им один из коммандиров «Хезболлы» — Камаль Абу Садик.

## Вероятное сотрудничество Украины с сирийской оппозицией
В начале декабря 2024 года на фоне масштабного наступления повстанцев в Сирии, в СМИ стала появляться неподтвержденная информация о тренировках антиправительственных сил украинской военной разведкой. Ранее источник «Kyiv Post» в военной разведке Украины приписал атаку на российскую военную базу на юго-восточной окраине Алеппо 15 сентября, во время которой были уничтожены российские ударные беспилотники и «закамуфлированные самодельные взрывные устройства», группе «Химик» ГУР Украины. В то же время Украина официально отвергла любые обвинения в «причастности к обострению ситуации в Сирии».

## Противодействие сирийскому участию со стороны третьих стран

### Действия в юридическом поле
Европейский союз, «ввиду того, что сирийский режим оказывает поддержку, в том числе военную, неспровоцированной и неоправданной военной агрессии России против Украины», 21 июля 2022 года ввёл санкции против 10 физических и 2 юридических лиц из Сирии, причастных к «вербовке сирийских наёмников для боевых действий в Украине вместе с российскими войсками». К этим санкциям также присоединились Албания, Босния и Герцеговина, Исландия, Лихтенштейн, Норвегия, Северная Македония, Украина и Черногория. 26 июля Великобритания ввела санкции против 5 граждан Сирии, а также сирийской компании, которая, по мнению британского правительства, сотрудничала с ЧВК «Вагнер».

### Практические действия
В первый день полномасштабного вторжения 24 февраля 2022 года трое сирийских солдат погибли в результате израильского авиаудара недалеко от Дамаска.
23 апреля 2022 года Турция временно закрыла свое воздушное пространство для российских гражданских и военных самолетов с пунктами назначения в Сирии.
По данным ряда СМИ и SOHR Военно-воздушные силы Израиля в июле, сентябре и октябре 2022 года нанесли удары по заводам вблизи Дамаска, собиравшим иранские дроны. По данным СМИ, также был уничтожен запас БПЛА, возможно, предназначенных для поставок РФ.

## Последствия для Сирии
Вследствие войны на Украине Сирия лишилась основных поставок зерна и других товаров из Украины, как и многие другие страны региона. Это серьезно усугубило и без того её бедственное экономическое положение. Ни Россия, ни Иран не смогли компенсировать потери Сирии в этом отношении.
На фоне российского вторжения зашли в тупик мирные переговоры по Сирии. Правительство Башара Асада заявило, что Швейцария не является нейтральной из-за ее поддержки санкций Евросоюза против своего союзника России. В заявлении UNSE Гейра Педерсена говорится, что девятый раунд переговоров о пересмотре конституции страны не может состояться, и он сослался на вопрос о нейтралитете, подчеркнув важность того, чтобы все участники 11-летнего конфликта «защитили сирийские политические процесс от их различий в других частях мира». После этого спецпосланник ООН по Сирии выразил сожаление в связи с тем, что переговоры между правительством и оппозицией, которые должны были начаться 25 июля 2022 года в Женеве, «уже невозможны».
Вследствие вторжения на Украину Россия была вынуждена консолидировать свои силы, выведя часть своих наемников из ЧВК «Вагнер» и отступив из некоторых районов на юго-западе и дальнем востоке Сирии. Москва также отозвала своих генералов, ранее задействованных в сирийском конфликте, для ведения войны на Украине. Кроме того, она передислоцировала базировавшиеся в Сирии системы ПВО С-300 на Украину. Иран предпринял попытки заполнить вакуум безопасности, возникший после ограниченного отхода России из определённых районов Сирии. Особенно это было заметно на юго-западе Сирии, имеющем стратегическое значение для Израиля. На фоне этого Израиль обвинил Иран в увеличении использования сирийских аэропортов для передачи современного оружия «Хезболле», её ливанскому союзнику.